# Selección de fútbol de la Isla de Man
La selección de fútbol de la Isla de Man es el equipo representativo de esta isla en las competiciones oficiales, su organización está a cargo de la Asociación de fútbol de Isla de Man. La Isla de Man no es miembro de la FIFA ni de la UEFA, ya que la Asociación de fútbol de Isla de Man es miembro de la The Football Association, con un estatus similar al de un condado inglés. Como no son miembros ni de la FIFA ni de la UEFA, no son elegibles para ingresar a la Copa Mundial de Fútbol o  Eurocopa y sus jugadores son seleccionables para la selección inglesa. Por lo tanto, la Isla de Man se limita a diferentes formas de competencia.
La competencia principal en la que participa el equipo nacional de fútbol de la Isla de Man es el torneo bienal de fútbol del Juego de las Islas. Isla de Man ha ganado una medalla de oro en 2017 y tres medallas de plata en 1993, 1999 y 2003.

## Historial en los Juegos de las Islas
| Año   | Ronda                    | Posición | PJ | PG | PE | PP | GF  | GC |
| ----- | ------------------------ | -------- | -- | -- | -- | -- | --- | -- |
| 1993  | Final                    | 2.º      | 4  | 2  | 0  | 2  | 8   | 7  |
| 1995  | Partido por el 7.º lugar | 8.º      | 4  | 0  | 0  | 4  | 2   | 12 |
| 1999  | Final                    | 2.º      | 5  | 3  | 1  | 1  | 20  | 6  |
| 2001  | Partido por el 7.º lugar | 7.º      | 4  | 1  | 1  | 2  | 12  | 6  |
| 2003  | Final                    | 2.º      | 4  | 3  | 0  | 1  | 9   | 5  |
| 2005  | Partido por el 3.º lugar | 4.º      | 5  | 2  | 1  | 2  | 12  | 7  |
| 2009  | Partido por el 3.º lugar | 4.º      | 5  | 3  | 0  | 2  | 12  | 10 |
| 2011  | Partido por el 7.º lugar | 8.º      | 4  | 2  | 1  | 1  | 16  | 9  |
| 2015  | Final                    | 2.º      | 5  | 4  | 0  | 1  | 22  | 5  |
| 2017  | Final                    | 1.º      | 5  | 5  | 0  | 0  | 24  | 5  |
| Total | 10/14                    |          | 45 | 25 | 4  | 16 | 137 | 72 |

## Historial contra otras selecciones
(Actualizado el 21 de junio de 2019)
| Oponente            | PJ | PG | PE | PP | GF | GC |
| ------------------- | -- | -- | -- | -- | -- | -- |
| Åland               | 4  | 2  | 0  | 2  | 5  | 6  |
| Alderney            | 1  | 1  | 0  | 0  | 6  | 1  |
| Islas Malvinas      | 4  | 4  | 0  | 0  | 25 | 3  |
| Gibraltar           | 2  | 0  | 0  | 2  | 1  | 3  |
| Gotland             | 2  | 1  | 1  | 0  | 8  | 6  |
| Groenlandia         | 2  | 1  | 0  | 1  | 6  | 4  |
| Guernsey            | 5  | 1  | 0  | 4  | 9  | 17 |
| Hitra               | 3  | 3  | 0  | 0  | 25 | 1  |
| Isla de Wight       | 2  | 1  | 0  | 1  | 5  | 2  |
| Jersey              | 3  | 2  | 0  | 1  | 4  | 6  |
| Rodas               | 1  | 0  | 0  | 1  | 1  | 3  |
| Saaremaa            | 2  | 1  | 1  | 0  | 6  | 2  |
| Shetland            | 5  | 3  | 1  | 1  | 14 | 5  |
| Anglesey            | 4  | 2  | 0  | 2  | 5  | 3  |
| Hébridas Exteriores | 2  | 1  | 0  | 1  | 5  | 4  |

## Estadio
La selección  de Isla de Man manda sus partidos en el estadio The Bowl, ubicado en Douglas, que tiene capacidad para 3.000 personas.